# Chaenomeles
Chaenomeles és un gènere de plantes amb flors que té tres espècies d'arbusts caducifolis i espinosos que fan normalment entre 1 a 3 m d'alt. Són originaris d'Àsia al Japó Xina i Corea. Estan relacionades amb el codonyer (Cydonia oblonga) i el codonyer xinès (Pseudocydonia sinensis).
Les fulles són alternades i simples amb marges serrats. El fruit és un pom que madura a la tardor.

## Usos
És una planta típica de bonsai.
El fruit és dur i astringent cru. Cuit serveix per fer licors i melmelades, ja que té molta pectina